# Göttingen Campus
Der Göttingen Campus ist ein Zusammenschluss der Georg-August-Universität Göttingen einschließlich der Universitätsmedizin Göttingen und acht außeruniversitären, lokalen Forschungszentren, davon fünf Max-Planck-Institute, um gemeinsam Forschung, Lehre und Ausbildung des wissenschaftlichen Nachwuchses zu fördern.

## Geschichte
Der Göttingen Campus wurde von seinen Mitgliedern in einer langjährigen Zusammenarbeit aufgebaut. Der Beginn waren gemeinsame International Max Planck Research Schools, gefolgt von der Etablierung gemeinsamer Einrichtungen, wie das European Neuroscience Institute. Durch die Einrichtung des koordinierenden Gremiums „Göttingen Campus Council“ (ehemals Göttingen Research Council) im Jahr 2006 wurde die Kooperation erstmals formal bestätigt. Der Göttingen Campus Council identifiziert campusweite Forschungsschwerpunkte und regt eine Zusammenarbeit der Campus Mitglieder an.

## Zielsetzung
Der Göttingen Campus strebt an die Qualität von Forschung und Lehre weiter zu verbessern, sowie Synergien in den Bereichen Management, Verwaltung und Infrastrukturen zu nutzen. Gleichstellung, Diversität und Familienfreundlichkeit sollen gefördert werden, um ideale Arbeitsbedingungen für wissenschaftliches und wissenschaftsunterstützendes Personal zu schaffen. Künftig soll die Zusammenarbeit der Campus Mitglieder weiter intensiviert werden. Es ist geplant gemeinsame Forschungsverbünde zu entwickeln und die Nutzung standortspezifischer Infrastruktur weiter auszubauen.

## Gemeinsame Aktivitäten und Infrastruktur

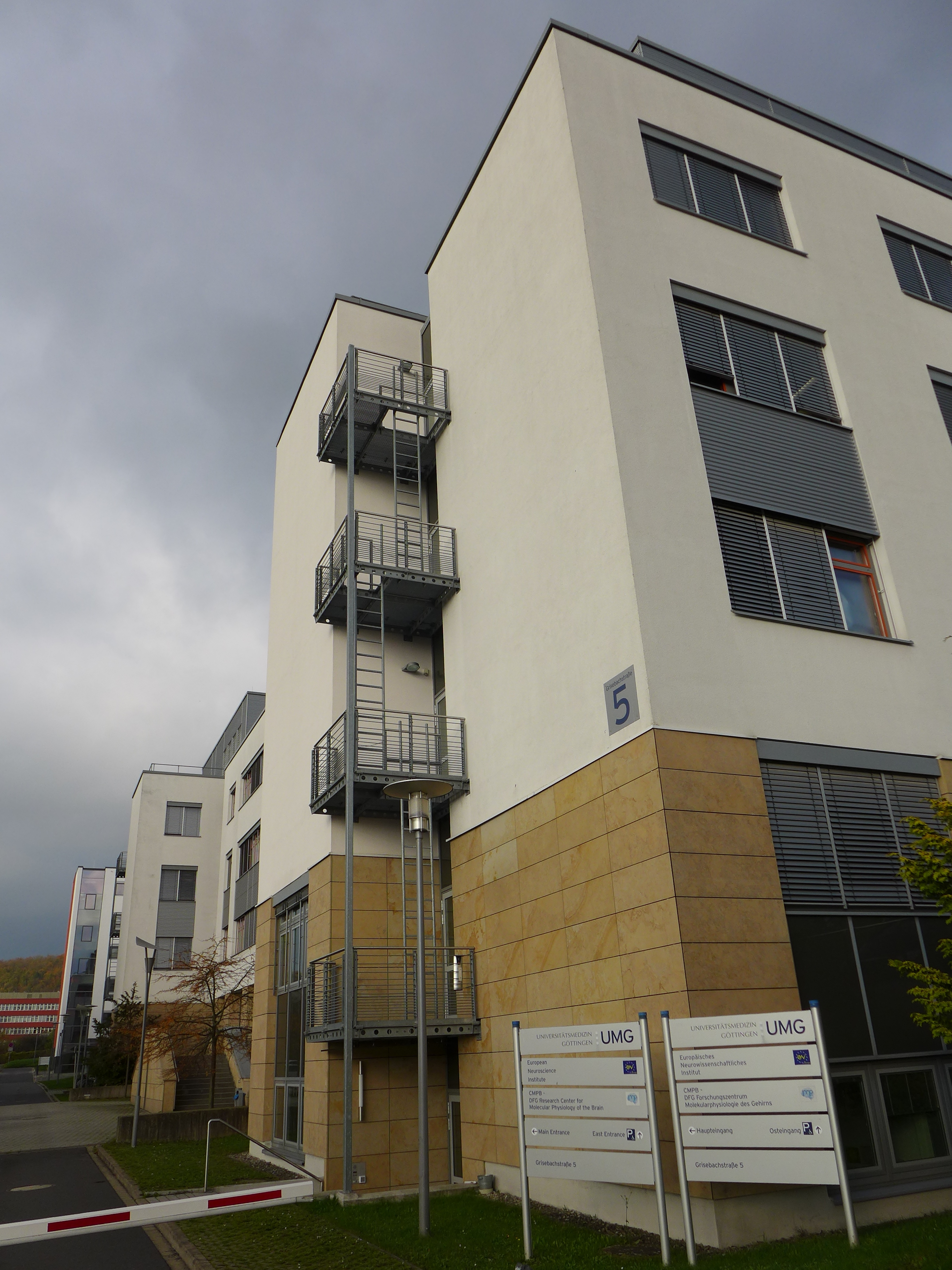
European Neuroscience Institute

- Kooperationen in über 50 Forschungsprojekten, einschließlich den Exzellenzclustern Nanoscale Microscopy and Molecular Physiology of the Brain (CNMPB) und Multiscale Bioimaging: von Molekularen Maschinen zu Netzwerken erregbarer Zellen.[8]
- Das Forschungszentrum European Neuroscience Institute Göttingen (ENI-G).[9]
- Gemeinsam genutztes Rechenzentrum, Gesellschaft für wissenschaftliche Datenverarbeitung mbh Göttingen (GWDG), errichtet durch die Georg-August-Universität Göttingen und die Max-Planck-Gesellschaft
- Das Campus Labor „Advanced Imaging, Microscopy and Spectroscopy (AIMS)“ fördert die Entwicklung innovativer Methoden und vernetzt die Forscher des Göttingen Campus instituts- und disziplinübergreifend.[10]
- Göttingen Campus Event Calendar: eine gemeinsame Online-Plattform, die Veranstaltungen, Vorträge und Konferenzen innerhalb des Göttingen Campus auflistet.[11]
- Alle zwei Jahre veranstaltet der Göttingen Campus die Nacht des Wissens, um die Aktivitäten und das Wissen der Campus Institute einer breiten Öffentlichkeit näher zu bringen.[12]
- Das Göttingen Campus Postdoc Network ist eine campusübergreifende Organisation für Postdocs.[13]

## Members
- Georg-August-Universität Göttingen
- Universitätsmedizin Göttingen
- Akademie der Wissenschaften zu Göttingen
- Deutsches Zentrum für Luft- und Raumfahrt
- Deutsches Primatenzentrum
- Max-Planck-Institut für Multidisziplinäre Naturwissenschaften
- Max-Planck-Institut für Dynamik und Selbstorganisation
- Max-Planck-Institut für Sonnensystemforschung
- Max-Planck-Institut zur Erforschung multireligiöser und multiethnischer Gesellschaften

## Associate partners
- Leibniz-Institut für Bildungsmedien (GEI) in Braunschweig
- HAWK Hochschule für angewandte Wissenschaft und Kunst Hildesheim/Holzminden/Göttingen
- Herzog August Bibliothek
- KWS SAAT SE
- Laser-Laboratorium Göttingen e.V. (LLG)
- Nordwestdeutsche Forstliche Versuchsanstalt (NW-FVA)
- Otto Bock HealthCare GmbH
- PFH Private Hochschule Göttingen
- PHYWE Systeme GmbH & Co. KG
- Sartorius AG
- Volkswagen AG